# 杨畏知
杨畏知（？—1649年），字介甫，陕西宝鸡人。明朝政治人物。

## 生平
崇祯三年（1630年）庚午解元，崇祯十三年（1640年）以保举特用，历官云南副使，分巡金沧道。曾平定吾必奎之亂，驻守楚雄。孙可望围攻楚雄，杨畏知率兵激战於禄丰启明桥。杨畏知兵败，投水未死，孙可望劝说他與大西军“联明抗清”。杨畏知說：“果尔，当从我三事：一不得仍用伪西年号，二不得杀人，三不得焚庐舍，淫妇女。”孫可望悉數遵從。
永曆三年（清顺治六年，1649年）二月，孙可望派遣杨畏知戶部龔彝赴廣東肇慶，四月初六日到達肇慶，獻上黃金三十兩、琥珀四只、馬四匹，並請封秦王，由於金堡、袁彭年反對，永曆帝不允。孙可望責備杨畏知無能，杨畏知將头冠向孫可望砸去，遂被杀。

## 延伸阅读
[在维基数据编辑]
 《明史卷二百七十九》，出自《明史》